# Délégations aux Championnats d'Europe d'athlétisme 2010

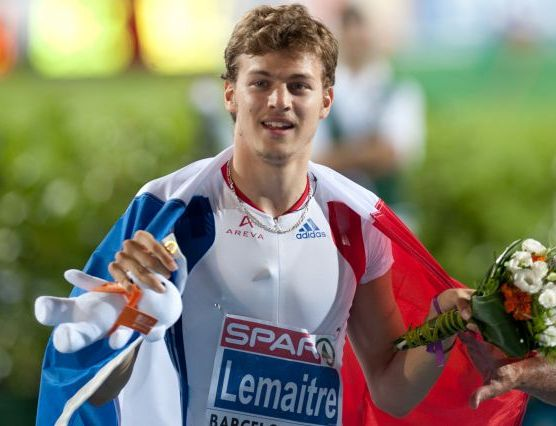
Christophe Lemaitre aux Championnats d'Europe d'athlétisme 2010 à Barcelone

Les Championnats d'Europe d'athlétisme 2010 enregistrent un nouveau record de participants avec 1 370 athlètes (761 hommes et 609 femmes) issus de 50 nations.

## Participants

### Albanie
| Épreuve  | Hommes      | Femmes         |
| -------- | ----------- | -------------- |
| Longueur | Admir Bregu |                |
| 200 m    |             | Klodiana Shala |

### France
La France a été représentée par 60 athlètes (43 hommes et 17 femmes) aux Championnats d'Europe d'athlétisme 2010. Le directeur technique national est Ghani Yalouz.
| Épreuve              | Hommes | Femmes |
| -------------------- | --- | --- |
| 100 m                | Christophe Lemaitre Martial Mbandjock Ronald Pognon                                                                  | Véronique Mang Christine Arron Myriam Soumaré                                                                        |
| 200 m                | Christophe Lemaitre David Alerte Martial Mbandjock                                                                   | Lina Jacques-Sébastien Myriam Soumaré Véronique Mang                                                                 |
| 400 m                | Leslie Djhone Yannick Fonsat Teddy Venel                                                                             | Muriel Hurtis-Houairi Virginie Michanol                                                                              |
| 800 m                | Hamid Oualich | |
| 1500 m               | Yoann Kowal | Hind Dehiba Fanjanteino Félix                                                                                        |
| 5 000 m              | Nouredine Smaïl | |
| 10,000 m             | Abdellatif Meftah | |
| Marathon             | James Theuri | |
| 110/100 m haies      | Garfield Darien Dimitri Bascou Ladji Doucouré                                                                        | |
| 400 m haies          | Fadil Bellaabouss Héni Kechi Sébastien Maillard                                                                      | |
| 3000 m steeple       | Bouabdellah Tahri Mahiedine Mekhissi-Benabbad Vincent Zouaoui-Dandrieux                                              | Sophie Duarte |
| Perche               | Renaud Lavillenie Damiel Dossevi Romain Mesnil                                                                       | |
| Longueur             | Salim Sdiri Kafétien Gomis                                                                                           | Éloyse Lesueur (forfait)                                                                                             |
| Triple saut          | Teddy Tamgho Benjamin Compaoré                                                                                       | |
| Poids                | Yves Niaré | |
| Marteau              | Nicolas Figère | Stephanie Falzon |
| Javelot              | Jérôme Haeffler | |
| Décathlon/Heptathlon | Romain Barras Nadir El Fassi Florian Geffrouais                                                                      | Antoinette Nana Djimou                                                                                               |
| 20 km marche         | Yohann Diniz (renonce) Hervé Davaux                                                                                  | |
| 50 km walk           | Yohann Diniz | |
| 4 x 100 m            | Christophe Lemaitre Martial Mbandjock Jimmy Vicaut David Alerte Ronald Pognon Pierre-Alexis Pessonneaux Imaad Hallay | Véronique Mang Christine Arron Myriam Soumaré Lina Jacques-Sébastien Céline Distel Nelly Banco Muriel Hurtis-Houairi |
| 4 x 400 m            | Leslie Djhone Yannick Fonsat Teddy Venel Mamoudou Hanne Mame-Ibra Anne Youness Gurachi Yoann Décimus                 | Muriel Hurtis-Houairi Virginie Michanol Floria Guei Marie-Angélique Lacordelle Thélia Sigère Lætitia Denis           |